# Geschützter Landschaftsbestandteil Teich im Buchholz
Der Geschützte Landschaftsbestandteil Teich im Buchholz mit einer Flächengröße von 0,13 ha liegt südwestlich von Bleiwäsche. Das Schutzgebiet befindet sich im Stadtgebiet von Brilon. Das Gebiet wurde 2001 mit dem Landschaftsplan Hoppecketal durch den Kreistag des Hochsauerlandkreises als Geschützter Landschaftsbestandteil (LB) ausgewiesen. Der LB ist umgeben vom Landschaftsschutzgebiet Briloner Hochfläche. Der LB und der umgebende Buchenwald ist seit 2004 auch als FFH-Gebiet Buchholz bei Bleiwäsche (DE 4518-301) ausgewiesen.

## Beschreibung
Der Landschaftsplan führt zum LB aus: „Es handelt sich um ein künstlich angelegtes, verlandendes Stillgewässer, das von einer jüngeren Erlenaufforstung umgeben ist. Im Wasser wachsen Schwimmblattpflanzen, an den Ufern Sauergräser und Torfmoose. Der LB lockert den umgebenden Fichtenbestand auf und wirkt mit seinem Artenreichtum positiv auf Naturhaushalt und Landschaftsbild.“

## Schutzzweck
Der Landschaftsplan dokumentiert zum Schutzzweck:
„Als geschützte Landschaftsbestandteile werden Teile von Natur und Landschaft festgesetzt, soweit ihr besonderer Schutz
a) zur Sicherstellung der Leistungsfähigkeit des Naturhaushaltes,
b) zur Belebung, Gliederung oder Pflege des Orts- und Landschaftsbildes oder
c) zur Abwehr schädlicher Einwirkungen
erforderlich ist. Der Schutz kann sich in bestimmten Gebieten auf den gesamten Bestand an Bäumen, Hecken oder anderen Landschaftsbestandteilen erstrecken.“
Zu Verboten ist im Landschaftsplan aufgeführt:
„Nach § 34 Abs. 4 LG ist die Beseitigung eines geschützten Landschaftsbestandteils sowie alle Handlungen, die zu einer Zerstörung, Beschädigung oder Veränderung des geschützten Landschaftsbestandteils führen können, verboten.“
Mit dem Landschaftsplan wurde das Gebot erlassen:
„Die Geschützten Landschaftsbestandteile sind durch geeignete Pflegemaßnahmen zu erhalten, solange der dafür erforderliche Aufwand in Abwägung mit ihrer jeweiligen Bedeutung für Natur und Landschaft gerechtfertigt ist.“